# Maximilian Fretter-Pico
Pour les articles homonymes, voir Fretter-Pico.
Maximilian Fretter-Pico (né le 6 février 1892 à Karlsruhe, mort le 4 avril 1984 à Kreuth dans le land de Bavière) est un général d'artillerie allemand de la Seconde Guerre mondiale, récipiendaire de la croix de chevalier de la croix de fer avec feuilles de chêne.
Son frère Otto est lui aussi général pendant la Seconde Guerre mondiale.

## Carrière
Maximilian Fretter-Pico naît en 1892 à Karlsruhe, dans le grand-duché de Bade, et entre dans l'armée le 20 septembre 1910, au sein du 14e régiment d'artillerie de campagne. Il y est jeune officier lorsque la Première Guerre mondiale éclate. Il est promu au grade de capitaine à la toute fin du conflit.
Pendant l'Entre-deux-guerres, il reste dans l'armée d'armistice, autorisée à la République de Weimar par le Traité de Versailles. Il était parvenu au grade de major lorsque les Nazis arrivent au pouvoir, en 1933. En 1938, dès lors colonel, il est envoyé en Turquie comme attaché militaire. Bien que rappelé en Allemagne dès le début des hostilités, il ne prend part ni à la campagne de Pologne ni à la bataille de France. En mars 1941, il est promu au rang de Generalmajor.
Lors du déclenchement de l'opération Barbarossa, le haut-commandement confie à Fretter-Pico le commandement de la 97. Jägerdivision, au sein du groupe d'armées Sud. Le 27 décembre 1941, il prend le commandement du XXX. Armeekorps, lors de la bataille de Sébastopol au sud de l'Ukraine. Réputé comme un homme suivant la doctrine, il manque d'imagination ; ainsi, son supérieur, Erich von Manstein, ne se fie pas à lui. Son XXX. Armeekorps est chargé d'une offensive dans le dispositif défensif soviétique de Sébastopol et, afin de faire ses preuves, Fretter-Pico monte cette offensive selon ses propres idées. Bien que celle-ci fasse quelques progrès, son attaque causa de terribles pertes parmi les rangs allemands. Manstein désapprouva à nouveau Fretter-Pico, lui reprochant d'avoir utilisé ses troupes par l'envoi successif de petites unités, plutôt que de tenter de submerger l'ennemi dans un assaut massif.
Fretter-Pico est promu toutefois au rang de Generalleutnant le 15 janvier 1942. À la suite de l'encerclement des troupes allemandes à Stalingrad, son corps devient un détachement d'armée, l'Armee-Abteilung Fretter-Pico, qui redevient le XXX. Armeekorps le 2 février 1943 après la capitulation de la 6. Armee. Il gardera ce commandement jusqu'à mi-1944, prenant ensuite le commandement de la nouvelle 6. Armee pour le reste de l'année. Le 30 mars 1945, il prend la tête du IX. Armeekorps, unité de réserve en sous-effectif. Il est capturé le 22 avril 1945 par les forces armées américaines, dont il reste prisonnier jusqu'en 1947. Fretter-Pico meurt en Bavière, en 1984.

## Distinctions
- Croix de fer 2e et 1re classe (1914)
- Insigne des blessés en noir (1918)
- Croix de chevalier de 2e classe de l'ordre du Lion de Zaeringen avec épées
- Croix hanséatique de Hambourg
- Croix de fer 2e et 1re classe (1939)
- Croix allemande en or (19 septembre 1942)
- Croix de chevalier de la croix de fer avec feuilles de chêne :
  - Croix de chevalier le 26 décembre 1941 en tant que Generalmajor et commandant de la 97. Infanteriedivision[1].
  - 368e récipiendaire des feuilles de chêne le 16 janvier 1944 en tant que General der Artillerie et commandant du XXX. Armeekorps[1].